# モーガン・テイラー
モーガン・テイラー (Frederick Morgan Taylor、1903年4月17日- 1975年2月16日)は、アメリカ合衆国の陸上競技選手。400mハードルの選手として1924年パリオリンピックでの金メダル獲得をはじめ、3大会連続の表彰台に上がった選手である。

## 経歴
テイラーは1924年パリオリンピック出場のためのアメリカの選考会で400mの世界記録を2度にわたって更新、オリンピックでも優勝候補と目されるようになる。オリンピック本番で彼は1.4秒もの差をつけ世界記録のタイムで優勝し金メダルを獲得した。しかし、彼はハードルを倒していたことから、この当時のルールで世界記録と認められなかった。このレースでは2位の選手が失格となったため、3位となった選手が世界記録達成となった。
テイラーは1928年と1932年のオリンピックにも出場しそれぞれ銅メダルを獲得している。1932年ロサンゼルスオリンピックでは、彼のそれまでの功績から開会式の旗手を務めている。